# 1. liga národní házené mužů 2023/2024
1. liga národní házené mužů 2023/2024 je v Česku nejvyšší ligovou soutěží mužů v házené.  
| První         | Druhý       | Třetí           |
| ------------- | ----------- | --------------- |
| TJ Příchovice | Sokol Krčín | SOKOL Tymákov A |

## Rozmístění klubů v krajích
| Kraj            | Počet klubů | Kluby                                                                             |
| --------------- | ----------- | --------------------------------------------------------------------------------- |
| Moravskoslezský | 1           | Sokol Svinov                                                                      |
| JIhomoravský    | 1           | SK Moravská Slavia Brno                                                           |
| Královéhradecký | 2           | Sokol Dobruška, SOKOL Krčín                                                       |
| Středočeský     | 1           | TJ SOKOL Podlázky                                                                 |
| Praha           | 1           | TJ Avia Čakovice                                                                  |
| Plzeňský        | 5           | TJ Příchovice, SOKOL Tymákov A, TJ Přeštice, TJ SOKOL Nezvěstice, TJ DIOSS Nýřany |
| Ústecký         | 1           | Baník Most NH                                                                     |